# بوشيني إفريقي
بوشيني أفريقي (الاسم العلمي: Puccinia africana) هو نوع من الفطريات يتبع جنس البوشيني من فصيلة البوشينية.